# Bitwa nad rzeką Kałką
Bitwa nad rzeką Kałką – starcie zbrojne pomiędzy wojskami rusko-połowieckimi i mongolskimi, które rozegrało się 31 maja 1223 w okolicach rzeki Kałka. Klęska Rusinów i Połowców przyczyniła się do ich późniejszego uzależnienia od Mongołów.

## Tło historyczne
W 1223 po rozgromieniu armii gruzińskiej Mongołowie Czyngis-chana wkroczyli na ziemie kaukaskie. Po dotarciu na stepy czarnomorskie najeźdźcy napadli na Kipczaków połowieckiego chana Kocjana. 
Połowcy ostatecznie nakłonili ruskich kniaziów do wspólnej wyprawy przeciw wojskom Czyngis-chana. Podzielona Ruś wyjątkowo zjednoczyła swe siły, wyruszając na wspólną wyprawę przeciw najeźdźcom. Po 8 dniach pochód rusko-połowiecki powstrzymało zetknięcie z awangardowymi oddziałami mongolskimi. Zaskoczenie Mongołów wynikało z faktu, iż w tym czasie prowadzili wojnę z Dżurdżenami w północnych Chinach i nie spodziewali się napotkania żadnego oporu, zwłaszcza bez formalnego wypowiedzenia wojny.
Do ruskich kniaziów wysłano posłów; pomiędzy nimi znaleźli się też chrześcijańscy nestorianie, co szczególnie rozgniewało prawosławnych książąt, którzy polecili zamordować posłów – akt ten dla Mongołów był niedopuszczalny i wykluczał możliwość jakichkolwiek dalszych pertraktacji.
W tej sytuacji silne wojska pod dowództwem ruskich książąt Kijowa, Halicza, Czernihowa i Smoleńska, wspierane przez zastępy Połowców, starły się 31 maja 1223 z armią mongolską pod dowództwem Dżebego i Subedeja nad rzeką Kałką nieopodal Morza Azowskiego. 

## Bitwa
Armia ruska liczyła 40 tysięcy żołnierzy, mongolska – 30 tysięcy. Po stronie ruskiej brak było jednak jednolitego i koordynującego dowodzenia, m.in. dlatego poszczególni książęta ze swymi oddziałami forsowali Kałkę samodzielnie w trzech oddzielnych ugrupowaniach, wchodząc kolejno do boju. Mongołowie początkowo wycofując się, później natarli na przeprawione już hufce Rusinów. 
W trakcie walki Mścisław II Udały i Daniel uciekli za Dniepr, niszcząc po przeprawie łodzie i tym samym skazując sojuszników na zgubę. Mścisław czernihowski zaczął wycofywać się w stepy, nie pozostawiając osłony, przez co jego żołnierzy sukcesywnie wybito. Mścisław kijowski rozmieścił swe siły na wyniosłym wzgórzu, nie zapewniając sobie możliwości odwrotu ku rzece. Jego oddział został okrążony i zablokowany przez siły mongolskie, a Mścisław (nakłoniony przez sojusznika Mongołów i wodza berładników – Płoskinię), poddał się z gwarancją zapewnienia nietykalności.
Armia ruska poniosła druzgocącą klęskę. Zginęło dziesięciu spośród osiemnastu książąt (źródła wymieniają książąt takich jak: Świętosław Olegowicz Kaniowski, Izjasław Ingwarewicz, Świętosław Rurykowicz Szumski, Mścisław Światosławowicz Czernihowski i syn jego Jerzy, Mścisław Romanowicz kijowski i zięć jego Andrzej, Aleksander Wsiewołodowicz Dubrawski. Mścisław Halicki i jego zięć Daniel Romanowicz uciekli ranni) i około 20-25 tys. wojowników. Po tym zwycięstwie wodzowie mongolscy wkroczyli na Krym, a następnie oddalili się na wschód z wieścią o odniesionym zwycięstwie. Po drodze spustoszyli kraj Bułgarów kamskich, czym narazili sobie Bułgarów, którzy wciągnęli ich w zasadzkę i zadali im znaczne straty. Jedynie części sił mongolskich udało się przeprawić przez Wołgę i powrócić do sił głównych.